# Dacrydium (geslacht)
Dacrydium is een geslacht van coniferen uit de familie Podocarpaceae. Het geslacht werd voor het eerst beschreven in 1786 en omvatte vroeger veel meer soorten, die in secties A, B en C werden verdeeld. De revisies van de Laubenfels en Quinn classificeerden de vroegere sectie A als nieuw geslacht Falcatifolium, verdeelde sectie C over de nieuwe geslachten Lepidothamnus, Lagarostrobos en Halocarpus en behielden Sectie B als geslacht Dacrydium.
De natuurlijke leefomgeving van Dacrydium breidt zich uit van Nieuw-Zeeland, Nieuw-Caledonië, Fiji en de Salomonseilanden via Nieuw-Guinea, Indonesië en de Filipijnen, tot Thailand en zuidelijk China. Zestien soorten van groenblijvende tweehuizige bomen en struiken worden erkend.

## Soorten
Het geslacht Dacrydium bestaat uit de volgende soorten:
- Dacrydium araucaroides Brongn. & Griseb.
- Dacrydium balansae Brongn. & Griseb.
- Dacrydium beccarii Parl.
- Dacrydium comosum Corner
- Dacrydium cornwalliana de Laub.
- Dacrydium cupressinum Sol. ex Lamb. (rimu)
- Dacrydium elatum (Roxb.) Wall. ex Hook.
- Dacrydium ericoides de Laub.
- Dacrydium gibbsiae Stapf
- Dacrydium gracilis de Laub.
- Dacrydium guillauminii J.Buchholz
- Dacrydium leptophyllum (Wasscher) de Laub.
- Dacrydium lycopodoides Brongn. & Griseb.
- Dacrydium magnum de Laub.
- Dacrydium medium de Laub.
- Dacrydium nausoriensis de Laub.
- Dacrydium nidulum de Laub.
- Dacrydium novo-guineense Gibbs
- Dacrydium pectinatum de Laub.
- Dacrydium spathoides de Laub.
- Dacrydium xanthandrum Pilg.

## Hybriden
- Dacrydium x suprinii Nimsch

Acmopyle · 
Afrocarpus · 
Dacrycarpus · 
Dacrydium · 
Falcatifolium · 
Halocarpus · 
Lagarostrobos · 
Lepidothamnus · 
Manoao · 
Microcachrys · 
Microstrobos · 
Nageia · 
Parasitaxus · 
Podocarpus · 
Prumnopitys · 
Retrophyllum · 
Saxegothaea · 
Sundacarpus